# Constancio C. Vigil
Constancio Cecilio Vigil, né le 4 septembre 1876 à Rocha en Uruguay et mort le 24 septembre 1954 à Buenos Aires en Argentine, est un écrivain et entrepreneur uruguayen.
Il a écrit dans le domaine de la littérature d'enfance et de jeunesse,.

## Œuvres
- El Erial (1915)
- Miseria artificial (1915)
- El Clero Católico y la Educación (1926)
- Las verdades ocultas (1927)
- Cartas a gente menuda (1927)
- Marta y Jorge (1927)
- Los que pasan (1927)
- Compañero (1928)
- ¡Upa! (1939)
- Amar es vivir (1941)
- Vidas que pasan (1941)
- La educación del hijo (1941)
- El hombre y los animales (1943)

### Littérature d'enfance et de jeunesse
- Cuentos para niños (1927)
- La hormiguita viajera (1927)
- Los escarabajos y la moneda de oro (1927)
- Cabeza de Fierro (1940)
- El mono relojero (1941)
- El imán de Teodorico (1940)
- Tragapatos (1941)
- Misia Pepa (1941)
- Los ratones campesinos (1941)
- Muñequita (1941)
- El manchado (1941)
- Los Chanchín (1941)
- La reina de los pájaros (1942)
- Chicharrón (1942)
- El bosque azul (1943)
- Los enanitos jardineros (1943)
- La moneda volvedora (1943)
- La familia Conejola (1943)
- El casamiento de la comadreja (1943)
- El sombrerito (1943)
- Juan Pirincho (1943)